# Museo Leleque
El Museo Leleque es un museo ubicado en la localidad de Leleque, departamento Cushamen, provincia del Chubut, Argentina. Se inauguró en 1998 y se ubica cerca del km 1440 de la Ruta Nacional 40.
En el área esteparia, a 100 m de las vías de "La Trochita" y al pie de los Andes, está el Museo histórico de Leleque. Allí se encuentra la extensa "Estancia Leleque" (96.000 ha), creada en el siglo XIX por la británica Argentine Southern Land Company y propiedad actual de la familia Benetton, quien patrocina el denominado "Museo Leleque", que abre de jueves a martes (feriados y miércoles cerrado) de 11 a 17.
El Museo surge de la colección donada por Pablo Korchenewsky, que con la coordinación del antropólogo Pablo Casamiquela y la colaboración de María Teresa Boschín y su hijo Julio Vezub, se ha orientado a mostrar la cultura tehuelche, originaria de la Patagonia.

## Salas
- Sala 1 Los Pueblos Autóctonos: sobre los tehuelches y su cultura, se puede observar la reproducción de una tienda, objetos de uso cotidiano y explicaciones de procedimientos usados para la caza.
- Sala 2 Encuentro de Dos Mundos: encuentro de los tehuelches con los primeros europeos en la expedición de Magallanes.
- Sala 3 Hacia la Sociedad Sedentaria: contacto del tehuelche con los mapuches, Conquista del Desierto, incorporación al sistema capitalista y decadencia.
- Sala 4 Los Pioneros: llegada de los colonos e inmigrantes europeos.

En un edificio anexo, el museo también cuenta con "El Boliche" que reproduce el ambiente de una tienda de ramos generales de principios de siglo XX y donde se venden artesanías. También posee una biblioteca.